# Ziekte van Von Recklinghausen
Neurofibromatose type 1 (afgekort: NF1) werd voorheen ook wel de ziekte van Von Recklinghausen genoemd. Dit is een genetische aandoening, veroorzaakt door een mutatie in het gen voor het eiwit neurofibromine. De aandoening werd voorheen tot de facomatosen gerekend. NF1 is een autosomaal dominant overervende aandoening. In ongeveer 50% van de gevallen komt de mutatie in het gen van een van de ouders, de andere helft betreft nieuwe mutaties.
Het gen dat deze aandoening veroorzaakt, is gelegen op de lange arm van chromosoom 17.
Naamgever van dit syndroom is de Duitse patholoog Friedrich Daniel von Recklinghausen.

## Voorkomen
NF1 is een zeldzame ziekte. 1:3000 mensen wordt geboren met NF1.

## Symptomen
De meest voorkomende symptomen van NF1 zijn:
- Botafwijkingen
- Café-au-laitvlekken op de huid (zie foto)
- Gezwelletjes (neurofibromen) in het omhulsel van de zenuwen, in of net onder de huid, ook soms op de oogzenuw. Neurofibromen kunnen leiden tot pijn en misvormingen en uitval van de zenuw.
- Motorische-, leer-, spraak- en gedragsproblemen
- Sproeten in de oksel of liesregio.
- Vlekjes in de iris (Lisch noduli). Deze zijn onschuldig.

Andere symptomen:
- Autisme
- Cosmetische problemen t.g.v. neurofibromen
- Epilepsie
- Hoge bloeddruk
- Hoofdpijn
- Hormonale veranderingen
- Inslaap- en/of doorslaapproblemen
- Jeuk
- Kwaadaardige gezwellen
- Psychische problemen
- Scoliose
- Tumoren van het centrale zenuwstelsel
- UBO's (Unidentified Bright Objects)[3]

NF 1 openbaart zich meestal tijdens de kindertijd en puberteit. Ook op volwassen leeftijd kunnen complicaties en symptomen ontstaan, maar de kans is dan kleiner.

## Onderzoek geneesmiddel
Lamotrigine, een anti-epilepticum en HCN-agonist, wordt onderzocht als geneesmiddel bij deze ziekte.